# Aceh Singkil
Aceh Singkil (indonez. Kabupaten Aceh Singkil) – kabupaten w indonezyjskim okręgu specjalnym Aceh. Jego ośrodkiem administracyjnym jest Singkil.
Aceh Singkil leży w południowej części okręgu Aceh, w północnej części Sumatry oraz mniejszych, okolicznych wyspach, w tym: Pulau Balong, Pulau Bankaru, Pulau Banyak, Pulau Lamun, Pulau Palambakbesar, Pulau Palambakkecil, Pulau Ragaraga, Pulau Rangitbesar, Pulau Rangitkecil, Pulau Sikandang, Pulau Simok, Pulau Tuangku i Pulau Ujung Batu.
W 2022 roku kabupaten ten zamieszkiwały 130 787 osoby. Mężczyzn było 51 772, a kobiet 50 737. Średni wiek wynosił 20,96 lat.
Kabupaten ten dzieli się na 11 kecamatanów:
- Danau Paris
- Gunung Meriah
- Kota Baharu
- Kuala Baru
- Pulau Banyak
- Pulau Banyak Barat
- Simpang Kanan
- Singkil
- Singkil Utara
- Singkohor
- Suro